# Waiting for Your Love
Singles de Toto
I Won't Hold You Back
(1983) Stranger in Town
(1984)
Waiting for Your Love est une chanson du groupe de rock américain Toto parue sur l'album Toto IV. Elle est sortie le 2 juillet 1983 en tant que cinquième et dernier single issu de l'album Toto IV.

## Composition
La chanson a été écrite par le chanteur Bobby Kimball et le claviériste David Paich et est interprétée dans la tonalité de la bémol majeur. Bobby Kimball a déclaré dans une entrevue qu'il « a écrit la chanson dans les années 70 et que son titre original était You Got Me ».

## Musiciens
- Bobby Kimball : voix principale
- Steve Lukather : guitares, chœurs
- David Paich : synthétiseurs, chœurs
- Steve Porcaro : synthétiseurs
- David Hungate : basse
- Jeff Porcaro : batterie, percussion

## Classements hebdomadaires
| Classement (1983)               | Meilleure position |
| ------------------------------- | ------------------ |
| Canada (RPM Adult Contemporary) | 1                  |
| États-Unis (Hot 100)            | 73                 |
| États-Unis (Adult Contemporary) | 27                 |
| États-Unis (Cash Box Top 100)   | 87                 |

## Historique de sortie
| Région / Pays | Date           | Format   | Label(s) | Réf.  |
| ------------- | -------------- | -------- | -------- | ----- |
| États-Unis    | 2 juillet 1983 | 45 tours | Columbia | [ 7 ] |
| Canada        | 2 juillet 1983 | 45 tours | Columbia | [ 7 ] |
| Royaume-Uni   | août 1983      | 45 tours | CBS      | [ 7 ] |